# José da Gama Carneiro e Sousa
José Manuel Inácio da Cunha Faro Menezes Portugal da Gama Carneiro e Sousa, vierter Graf von Lumiares (* 12. Januar 1788 in Lissabon; † 24. Oktober 1849 ebenda), war ein portugiesischer Militär und Politiker aus der Zeit der konstitutionellen Monarchie in Portugal. Er war im Jahr 1836 Ministerpräsident von Portugal.

## Leben

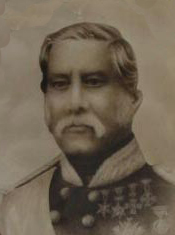
Der Graf von Lumiares, Ministerpräsident Portugals 1836

Der Graf von Lumiares hatte im Miguelistenkrieg an der Seite der Liberalen gekämpft und sich so das Vertrauen König Peters IV. und seiner Tochter Maria II. erworben. Nach Ende des Krieges und Beginn der Herrschaft Marias teilten sich die siegreichen Liberalen in einen konservativen (die „Cartisten“) und einen linksliberalen (die „Setembristen“) Flügel. Maria II. stand politisch den Cartisten nahe und ernannte deshalb nach Ende des Krieges nur cartistische Regierungen. Dagegen wehrte sich das Volk und die Nationalgarde in der Septemberrevolution, mit der die cartistische Regierung des Herzogs von Terceira gestürzt wurde, und die Königin gezwungen wurde, eine setembristische Regierung zu ernennen.
Der Graf von Lumiares wurde Anfang September 1836 unmittelbar nach der Septemberrevolution zum Ministerpräsidenten ernannt. Er war ein Kompromisskandidat, da die Königin den Führer der Setembristen, Manuel da Silva Passos, für nicht akzeptabel hielt. Lumiares hatte allerdings kein großes politisches Gewicht, in der von ihm geführten Regierung hatte Manuel Passos und der Markgraf von Sá da Bandeira, eine weitere Führerfigur der Setembristen, Ministerposten inne und bestimmten weit mehr als der Ministerpräsident die Politik des Landes.
Sobald die Königin, der die ganze Richtung nicht passte, sich stark genug fühlte, versuchte sie die Cartisten wieder an die Macht zu bringen. Sie entließ die Regierung des Grafen von Lumiares nach nur einem Monat Amtszeit, weniger weil sie mit Lumiares unzufrieden war, sondern weil sie sich seiner setembristischen Minister entledigen wollte. Dieser Putschversuch ging als „Belenzada“ in die Geschichte ein. Der Versuch scheiterte allerdings am Widerstand der Nationalgarde und die Königin musste mit dem Markgrafen von Sá da Bandeira sogar einen überzeugten Setembristen zum Nachfolger von Lumiares ernennen. Nach seiner kurzen Zeit in der Regierung spielte der Graf von Lumiares in der Politik seines Landes keine herausragende Rolle mehr.
Siehe auch: Geschichte Portugals, Zeittafel der Geschichte Portugals
| Vorgänger                                                  | Amt                               | Nachfolger                            |
| ---------------------------------------------------------- | --------------------------------- | ------------------------------------- |
| António José de Sousa Manoel de Menezes Severim de Noronha | Premierminister von Portugal 1836 | Bernardo de Sá Nogueira de Figueiredo |

| Personendaten    | Personendaten                                                                                    |
| ---------------- | ------------------------------------------------------------------------------------------------ |
| NAME             | Gama Carneiro e Sousa, José da                                                                   |
| ALTERNATIVNAMEN  | Gama Carneiro e Sousa, José Manuel Inácio da Cunha Faro Menezes Portugal da (vollständiger Name) |
| KURZBESCHREIBUNG | portugiesischer Militär und Politiker                                                            |
| GEBURTSDATUM     | 12. Januar 1788                                                                                  |
| GEBURTSORT       | Lissabon                                                                                         |
| STERBEDATUM      | 24. Oktober 1849                                                                                 |
| STERBEORT        | Lissabon                                                                                         |